# جزایر بالنی
جزایر بالنی (انگلیسی: Balleny Islands) یک رشته از جزایر غیرمسکونی در اقیانوس منجمد جنوبی و در دوهزار کلیومتری جنوب نیوزیلند است. این جزایر در محور شمال غربی به جنوب شرقی حدود ۱۶۰ کیلومتر امتداد یافته‌اند. این جزایر خاستگاهی آتش‌فشانی دارند و بیشتر سطح‌شان با یخچال‌های طبیعی پوشیده شده‌است. یخچال‌های طبیعی از ساحل جزایر گذشته و به داخل دریای اطراف ادامه پیدا می‌کنند.
همه این جزایر حدود ۳۰ کیلومتر درازا و ۵ تا ۱۳ کیلومتر پهنا دارند. این جزیره‌ها دست‌کم ۱۰ ماه از سال کاملاً با یخ‌پهنه‌ها احاطه شده‌اند. بیشتر خط ساحلی آن‌ها دیوارهٔ پیوسته‌ای از یخ و صخره است که تا صدها متر بالاتر از سطح دریا ارتفاع دارند. این جزایر بر اثر فعالیت تفتگاه بالنی پدید آمده‌اند.
از زمان کشف این جزایر در ۱۸۳۹ میلادی تا سال ۲۰۱۷ تعداد پهلوگیری کشتی‌ها در این جزایر کمتر از سی بار بوده‌است.
این گروه از جزایر شامل سه جزیره اصلی به نام‌های یانگ، باکل و استرج است که در امتداد خطی از شمال غرب به جنوب شرق ادامه دارند.
چند جزیره کوچک و صخره جزیره‌ای نیز به قرار زیر در میان آن‌ها وجود دارند:
- در شمال شرق جزیره یانگ: صخره‌های سیل و پیلار.
- در جنوب شرقی جزیره یانگ: جزیره رو، و جزیره بورادیل (که پناهگاه سوان در آن قرار دارد).
- در جنوب جزیره باکل: مخروط اسکات، جزیرک چین‌استریپ، جزیره سابرینا (که کلبه پناهگاهی سابرینا در آن قرار دارد) و مونولیت (تک‌سنگ).

این جزایر بخشی از منطقه تحت‌الحمایه «راس» هستند که نیوزیلند بر آن ادعای مالکیت دارد.